# Гінтон (Альберта)
Гінтон (англ. Hinton) — містечко в Канаді, у провінції Альберта, у складі муніципального району Єлловгед.

## Населення
За даними перепису 2016 року, містечко нараховувало 9882 особи, показавши зростання на 2,5%, порівняно з 2011-м роком. Середня густина населення становила 294,8 осіб/км².
З офіційних мов обидвома одночасно володіли 955 жителів, тільки англійською — 8 875, тільки французькою — 10, а 40 — жодною з них. Усього 770 осіб вважали рідною мовою не одну з офіційних, з них 70 — одну з корінних мов, а 30 — українську.
Працездатне населення становило 5 770 осіб (73,2% усього населення), рівень безробіття — 7,4% (8,3% серед чоловіків та 6,4% серед жінок). 89,9% осіб були найманими працівниками, а 9% — самозайнятими.
Середній дохід на особу становив $56 341 (медіана $44 490), при цьому для чоловіків — $72 655, а для жінок $38 743 (медіани — $69 344 та $29 589 відповідно).
31,8% мешканців мали закінчену шкільну освіту, не мали закінченої шкільної освіти — 22,5%, 45,7% мали післяшкільну освіту, з яких 28,3% мали диплом бакалавра, або вищий, 15 осіб мали вчений ступінь.
| Статево-вікова структура населення | Статево-вікова структура населення | Статево-вікова структура населення | Статево-вікова структура населення | Статево-вікова структура населення |
| ---------------------------------- | ---------------------------------- | ---------------------------------- | ---------------------------------- | ---------------------------------- |
|                                    |                                    |                                    |                                    |                                    |
| Всього                             | Всього                             | 52,1%47,9%                         |                                    |                                    |
| 0 — 14 років                       | 0 — 14 років                       |                                    | 19,3%                              | 19,3%                              |
| 15 — 64 років                      | 15 — 64 років                      |                                    | 69,9%                              | 69,9%                              |
| 65 і більше                        | 65 і більше                        |                                    | 10,7%                              | 10,7%                              |
| 85 і більше                        | 85 і більше                        |                                    | 1,2%                               | 1,2%                               |
| Середній вік (років)               | Середній вік (років)               | 37,138,1                           | 37,6                               | 37,6                               |
| Медіана (років)                    | Медіана (років)                    | 36,737,7                           | 37,2                               | 37,2                               |
| — чоловіки — жінки                 |                                    |                                    |                                    |                                    |

| Походження мешканців:     | Походження мешканців:     | Походження мешканців: | Походження мешканців: | Походження мешканців: |
| ------------------------- | ------------------------- | --------------------- | --------------------- | --------------------- |
| Походження                |                           |                       | осіб                  | %                     |
| Корінні американці        | Корінні американці        |                       | 1 315                 | 13.31%                |
| Інше північноамериканське | Інше північноамериканське |                       | 3 285                 | 33.24%                |
| Європейське               | Європейське               |                       | 7 005                 | 70.89%                |
| британське                | британське                |                       | 4 525                 | 45.79%                |
| французьке                | французьке                |                       | 1 595                 | 16.14%                |
| українське                | українське                |                       | 735                   | 7.44%                 |
| Латинськоамериканське     | Латинськоамериканське     |                       | 95                    | 0.96%                 |
| Карибське                 | Карибське                 |                       | 125                   | 1.26%                 |
| Африканське               | Африканське               |                       | 90                    | 0.91%                 |
| Азійське                  | Азійське                  |                       | 750                   | 7.59%                 |
| Океанійське               | Океанійське               |                       | 25                    | 0.25%                 |

| Зайнятість населення за галузями (за класифікацією NOC): | Зайнятість населення за галузями (за класифікацією NOC): | Зайнятість населення за галузями (за класифікацією NOC): | Зайнятість населення за галузями (за класифікацією NOC): | Зайнятість населення за галузями (за класифікацією NOC): |
| -------------------------------------------------------- | -------------------------------------------------------- | -------------------------------------------------------- | -------------------------------------------------------- | -------------------------------------------------------- |
|                                                          |                                                          |                                                          |                                                          |                                                          |
| Управління                                               | Управління                                               |                                                          | 9,4%                                                     | 9,4%                                                     |
| Бізнес, фінанси та адміністрування                       | Бізнес, фінанси та адміністрування                       |                                                          | 11,9%                                                    | 11,9%                                                    |
| Природничі та прикладні науки                            | Природничі та прикладні науки                            |                                                          | 5%                                                       | 5%                                                       |
| Охорона здоров'я                                         | Охорона здоров'я                                         |                                                          | 4,2%                                                     | 4,2%                                                     |
| Освіта, правозахист, муніципальні та урядові служби      | Освіта, правозахист, муніципальні та урядові служби      |                                                          | 6%                                                       | 6%                                                       |
| Мистецтво, культура, відпочинок та спорт                 | Мистецтво, культура, відпочинок та спорт                 |                                                          | 1,6%                                                     | 1,6%                                                     |
| Роздрібна торгівля та послуги                            | Роздрібна торгівля та послуги                            |                                                          | 25,1%                                                    | 25,1%                                                    |
| Гуртова торгівля, транспорт та обладнання                | Гуртова торгівля, транспорт та обладнання                |                                                          | 24,6%                                                    | 24,6%                                                    |
| Природні ресурси, сільське господарство                  | Природні ресурси, сільське господарство                  |                                                          | 5%                                                       | 5%                                                       |
| Виробництво                                              | Виробництво                                              |                                                          | 7,3%                                                     | 7,3%                                                     |

## Клімат
Середня річна температура становить 2,9°C, середня максимальна – 19,4°C, а середня мінімальна – -17,2°C. Середня річна кількість опадів – 546 мм.
| Клімат поселення                              | Клімат поселення | Клімат поселення | Клімат поселення | Клімат поселення | Клімат поселення | Клімат поселення | Клімат поселення | Клімат поселення | Клімат поселення | Клімат поселення | Клімат поселення | Клімат поселення | Клімат поселення |
| Показник                                      | Січ.             | Лют.             | Бер.             | Квіт.            | Трав.            | Черв.            | Лип.             | Серп.            | Вер.             | Жовт.            | Лист.            | Груд.            |                  |
| Середній максимум, °C                         | −3,77            | −0,03            | 4,33             | 9,97             | 14,95            | 18,81            | 19,43            | 19,06            | 14,26            | 9,45             | 1,63             | −3,15            |                  |
| Середня температура, °C                       | −10,46           | −6,74            | −2,36            | 3,28             | 8,26             | 12,13            | 14,37            | 14,00            | 9,21             | 4,39             | −3,41            | −8,2             |                  |
| Середній мінімум, °C                          | −17,18           | −13,43           | −9,06            | −3,42            | 1,57             | 5,43             | 9,32             | 8,95             | 4,16             | −0,67            | −8,47            | −13,26           |                  |
| Норма опадів, мм                              | 29               | 18               | 26               | 27               | 64               | 83               | 96               | 79               | 55               | 28               | 23               | 18               |                  |
| Середньомісячна швидкість вітру, м/с          | 1.92             | 2.00             | 2.14             | 2.24             | 2.24             | 2.20             | 2.10             | 2.00             | 2.03             | 2.06             | 1.99             | 1.87             |                  |
| Середньомісячна сонячна радіація, кДж/м²·день | 3317             | 6760             | 11880            | 16642            | 19672            | 21359            | 21731            | 18273            | 12403            | 7140             | 3517             | 2468             |                  |
| --------------------------------------------- | ---------------- | ---------------- | ---------------- | ---------------- | ---------------- | ---------------- | ---------------- | ---------------- | ---------------- | ---------------- | ---------------- | ---------------- | ---------------- |
| Джерело:                                      |                  |                  |                  |                  |                  |                  |                  |                  |                  |                  |                  |                  |                  |

## Галерея

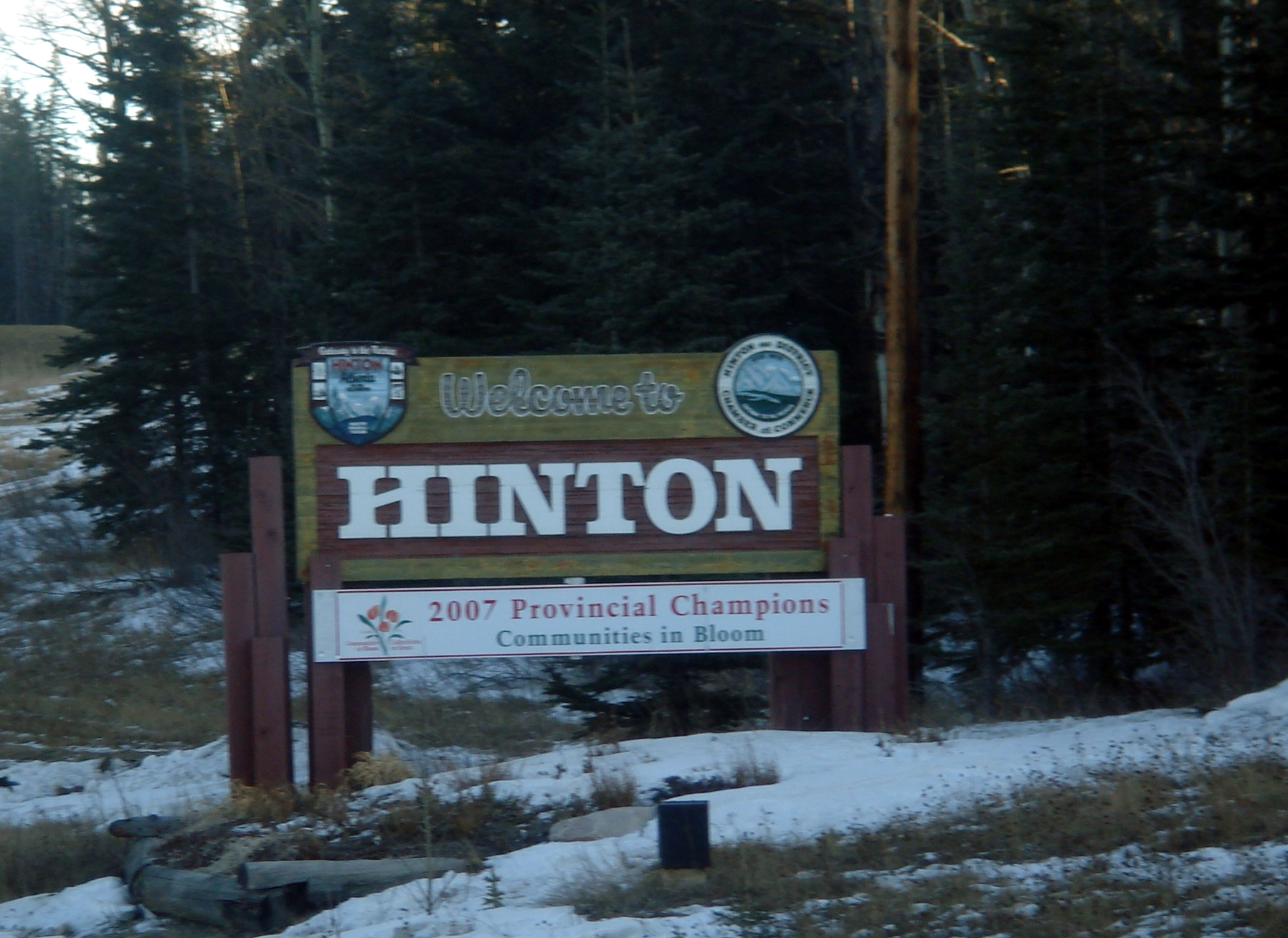
Вітальний знак
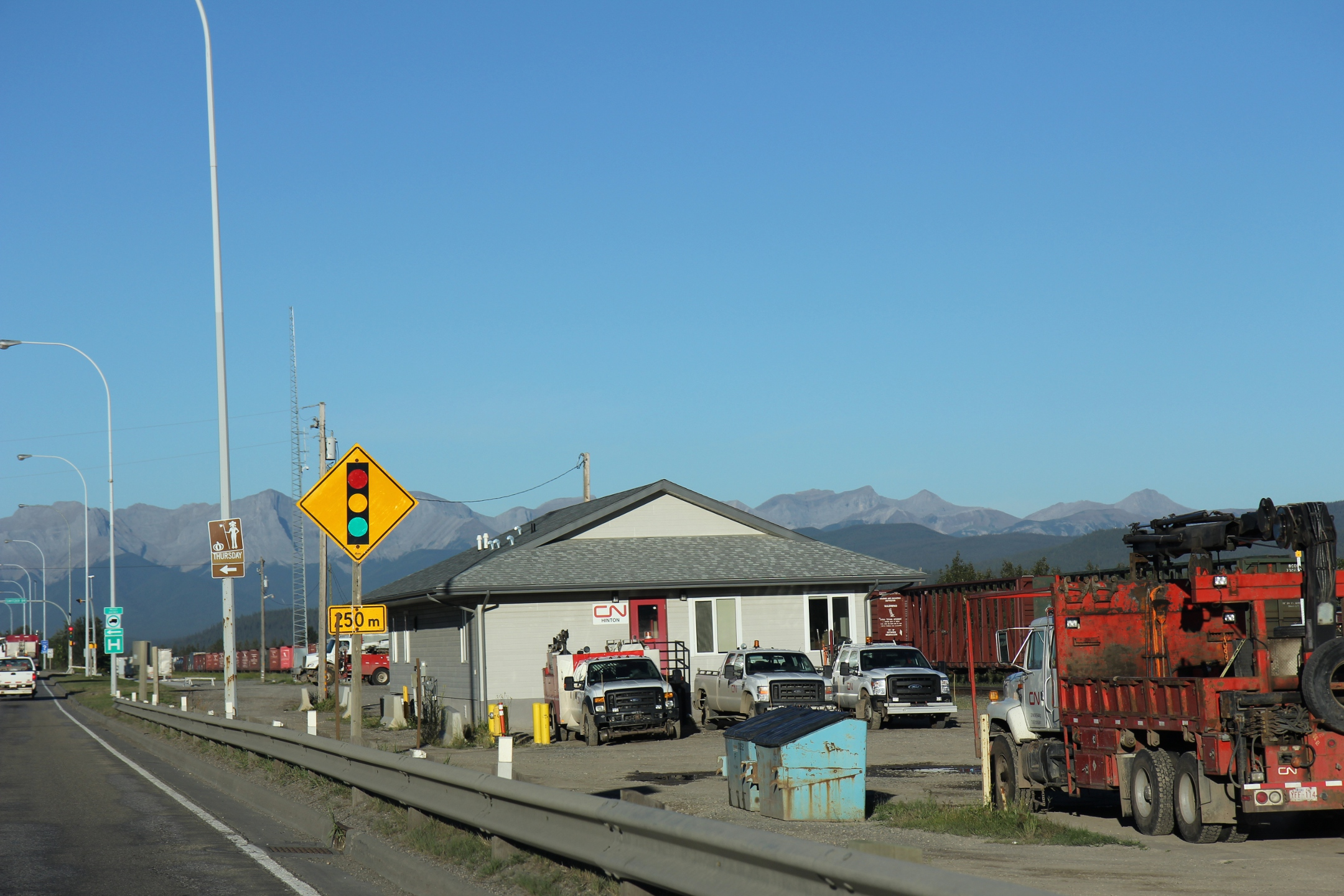
Залізнична станція
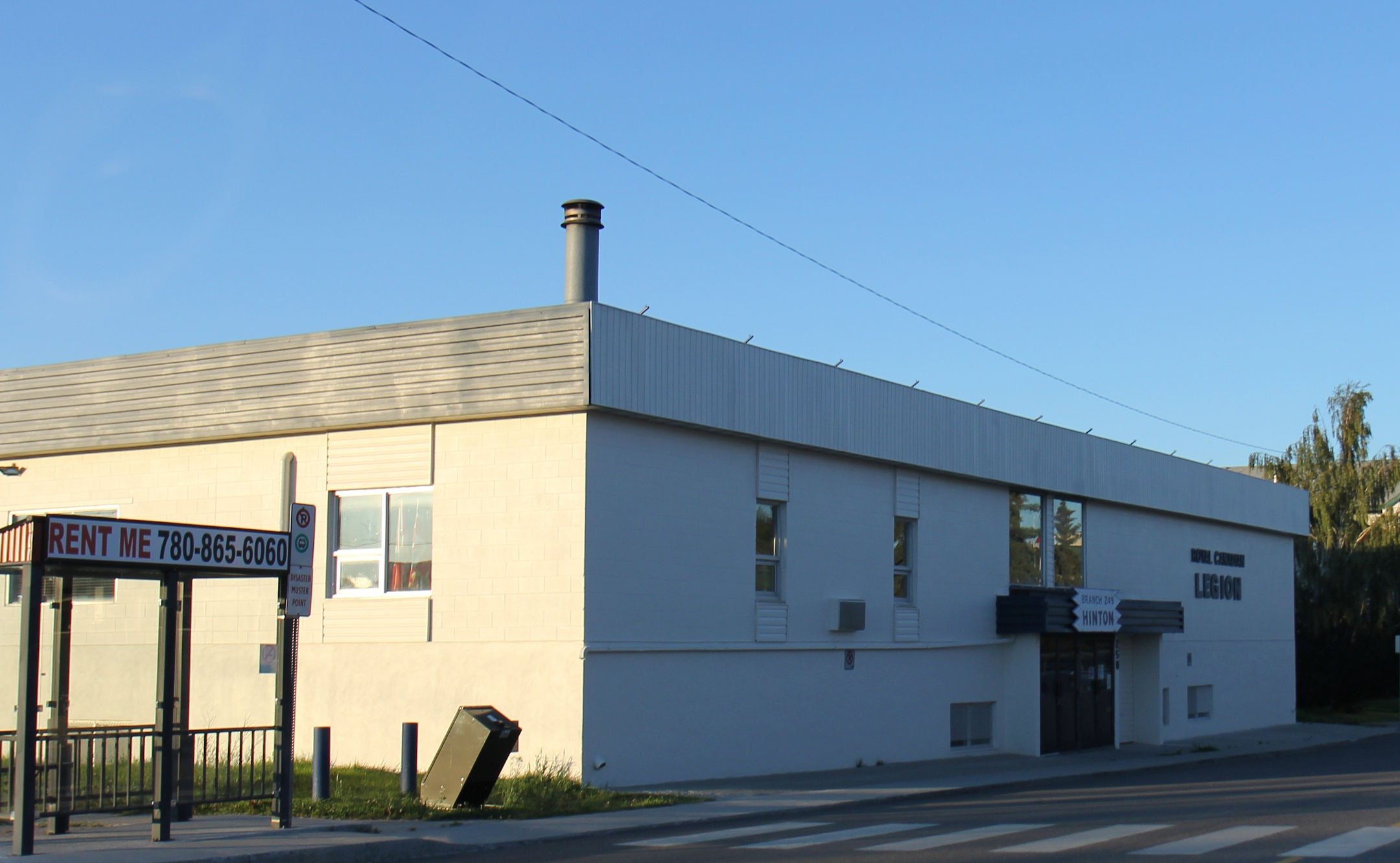
Будівля Королівського канадського легіону